# Cedar Park (Texas)
Cedar Park es una ciudad ubicada en el condado de Williamson en el estado estadounidense de Texas. En el Censo de 2010 tenía una población de 48.937 habitantes y una densidad poblacional de 820,65 personas por km².

## Geografía
Cedar Park se encuentra ubicada en las coordenadas 30°30′53″N 97°49′3″O / 30.51472, -97.81750. Según la Oficina del Censo de los Estados Unidos, Cedar Park tiene una superficie total de 59.63 km², de la cual 59.17 km² corresponden a tierra firme y (0.77%) 0.46 km² es agua.

## Demografía
Según el censo de 2010, había 48.937 personas residiendo en Cedar Park. La densidad de población era de 820,65 hab./km². De los 48.937 habitantes, Cedar Park estaba compuesto por el 81.36% blancos, el 4.3% eran afroamericanos, el 0.47% eran amerindios, el 5.07% eran asiáticos, el 0.09% eran isleños del Pacífico, el 5.34% eran de otras razas y el 3.37% pertenecían a dos o más razas. Del total de la población el 18.96% eran hispanos o latinos de cualquier raza.